# Ashleigh Brewer
Ashleigh Brewer (* 9. Dezember 1990 in Brisbane, Queensland) ist eine australische Schauspielerin. Sie ist bekannt für ihre Rolle als Katie Ramsay in der australischen Seifenoper Nachbarn.

## Leben
Geboren und aufgewachsen in Brisbane, Queensland, lebt sie nun in Melbourne, Victoria, mit Neighbours-Co-Star Margot Robbie.
Brewer besuchte das Forest Lake College in Brisbane bis einschließlich 2008. In ihren High-School-Jahren war Brewer ein Teil des „Senior Dance Teams“; 2008 haben sie den vierten Platz beim Brisbane Estedford gewonnen. Neben ihrer Rolle in Nachbarn, war sie auch in den Serien Der Sleepover Club, Blue Heelers und H2O – Plötzlich Meerjungfrau zu sehen. Seit 2014 spielt sie die Rolle der Ivy Forrester in der CBS-Seifenoper Reich und Schön. Im Januar 2018 machte Brewer ihre Entscheidung bekannt Reich und schön zu verlassen.

## Filmografie
- 2003: Der Sleepover Club (The Sleepover Club, Fernsehserie, 11 Folgen)
- 2005: Blue Heelers (Fernsehserie, Folge Face Value)
- 2006–2008: H2O – Plötzlich Meerjungfrau (H2O: Just Add Water, Fernsehserie, 4 Folgen)
- 2009–2014: Nachbarn (Neighbours, Seifenoper)
- 2014–2025: Reich und Schön (The Bold and the Beautiful, Seifenoper)